# Tosoh
Tosoh Corporation — японская химическая компания. Основана в 1935 году, штаб-квартира расположена в Токио. В списке крупнейших компаний мира Forbes Global 2000 в 2022 году заняла 1800-е место.

## История
Компания была основана в 1935 году в префектуре Ямагути под названием Toyo Soda Manufacturing Corporation, первоначально занималась производством карбонатов натрия (соды). Компанией был построен завод, ставший одним из крупнейших в Японии, площадью 3,7 млн м², с собственным портом и электростанцией на 525 МВт. С 1942 года компания начала производить бром (как побочный продукт производства соды из морской воды). В 1965 году было создано совместное предприятие в США с Stauffer Chemical Company. В 1971 году компанией был построен второй завод в Йоккаити, ассортимент продукции пополнился фосфорной кислотой, фосфатами, хлоридом аммония, а также нефтехимией. В 1975 году в Греции совместно с Mitsubishi Corporation был построен завод по производству диоксида марганца (используется в автомобильных аккумуляторах). В том же году была поглощена японская компания Tekkosha. В конце 1970-х годов было создано ещё два совместных предприятия, в Индонезии и Нидерландах. В 1979 году был создан филиал в США, Tosoh USA, Inc. В 1987 году Toyo Soda Manufacturing сменила название на Tosoh Corporation. В 1988 году в Нидерландах было создано совместное предприятие Holland Sweetener Corporation по производству подсластителя аспартам. В 1989 году была куплена компания Nippon Silica Glass USA, производитель кварцевого стекла и диоксида циркония. В 1990 году была поглощена японская компания Shin-Daikyowa. В 2003 году был учреждён филиал в КНР. В 2014 году была поглощена компания Nippon Polyurethane Industry, производитель полиуретана.

## Деятельность
Основные подразделения по состоянию на март 2021 года:
- Нефтехимия — олефины и полимеры (полиэтилен, полипропилен и другие); выручка 131 млрд иен.
- Хлор-щёлочи — каустическая сода, хлор, уретан, цемент; выручка 275 млрд иен.
- Специализированные материалы — этиленамины, бром, синтетические цеолиты, диоксид циркония, кремниевое стекло; выручка 181 млрд иен.
- Инженерное оборудование — оборудование и реактивы для очистки воды, производства электроники; выручка 146 млрд иен.

|                     | 2012  | 2013  | 2014  | 2015  | 2016  | 2017  | 2018  | 2019  | 2020  | 2021  | 2022  |
| ------------------- | ----- | ----- | ----- | ----- | ----- | ----- | ----- | ----- | ----- | ----- | ----- |
| Оборот              | 687,1 | 668,5 | 772,3 | 809,7 | 753,7 | 743,0 | 822,9 | 861,5 | 786,1 | 732,9 | 918,6 |
| Чистая прибыль      | 9,379 | 16,87 | 29,56 | 62,30 | 39,68 | 75,66 | 88,80 | 78,13 | 55,55 | 63,28 | 107,9 |
| Активы              | 708,7 | 735,1 | 721,7 | 764,2 | 734,8 | 782,6 | 852,8 | 878,2 | 886,9 | 982,8 | 1087  |
| Собственный капитал | 200,2 | 219,3 | 249,8 | 320,8 | 373,7 | 448,3 | 528,1 | 579,5 | 609,7 | 661,7 | 709,1 |